# Jean Baptiste François Bulliard
Jean Baptiste François Bulliard, även Pierre Bulliard, född 24 november 1752 i Aubepierre-sur-Aube, död 29 september 1793 i Paris, var en fransk botaniker, särskilt intresserad av mykologi (svampar) och spermatofyter (fröväxter).
Han studerade botanik och medicin i Langres och blev skicklig gravör och akvarellist efter att ha gått i lära hos François-Nicolas Martinet (1731–1800).
Han var praktiserande läkare i Paris. Han tycks aldrig ha samlat till ett eget herbarium, men ändå har många av hans illustrationer tagits som referensexemplar.

## Eponymer
Bulliard har hedrats som namngivare till flera nybeskrivna arter:
- Släktet Crassulaceae Bullardia (!) DC. på förslag 1830 av F. Junghuhn, medan A. P. de Candolle föreslagit Bulliarda 1801, (P. A. Saccardo) Paoli myntade Bulliardella 1905 och Lázaro 1916 föreslog Bulliardia[3]
- Arten Sedum bulliardi E.H.L.Krauss ex Boreau

## Förbryllande
Bulliard anges i litteraturen ofta med beteckningen Jean Baptiste François 'Pierre' Bulliard. Det är oklart huruvida den även i litteraturen förekommande Pierre Bulliard är en pseudonym för Jean Baptiste François, eller om Pierre Bulliard är en annan person med samma auktorsnamn som det Jean Baptiste François Bulliard har, nämligen "Bull.".
Icke-unika auktorsnamn förekommer då och då, men när det upptäcks, brukar det fullständiga vetenskapliga namnet för den enes alster förses med beteckningen nom. illeg. (ogiltigt namn).
Auktorsnamnet Bull. kan användas för Jean Baptiste François Bulliard i samband med ett vetenskapligt namn inom botaniken; se Wikipediaartiklar som länkar till auktorsnamnet.

Exempel på Bulliards illustrationer
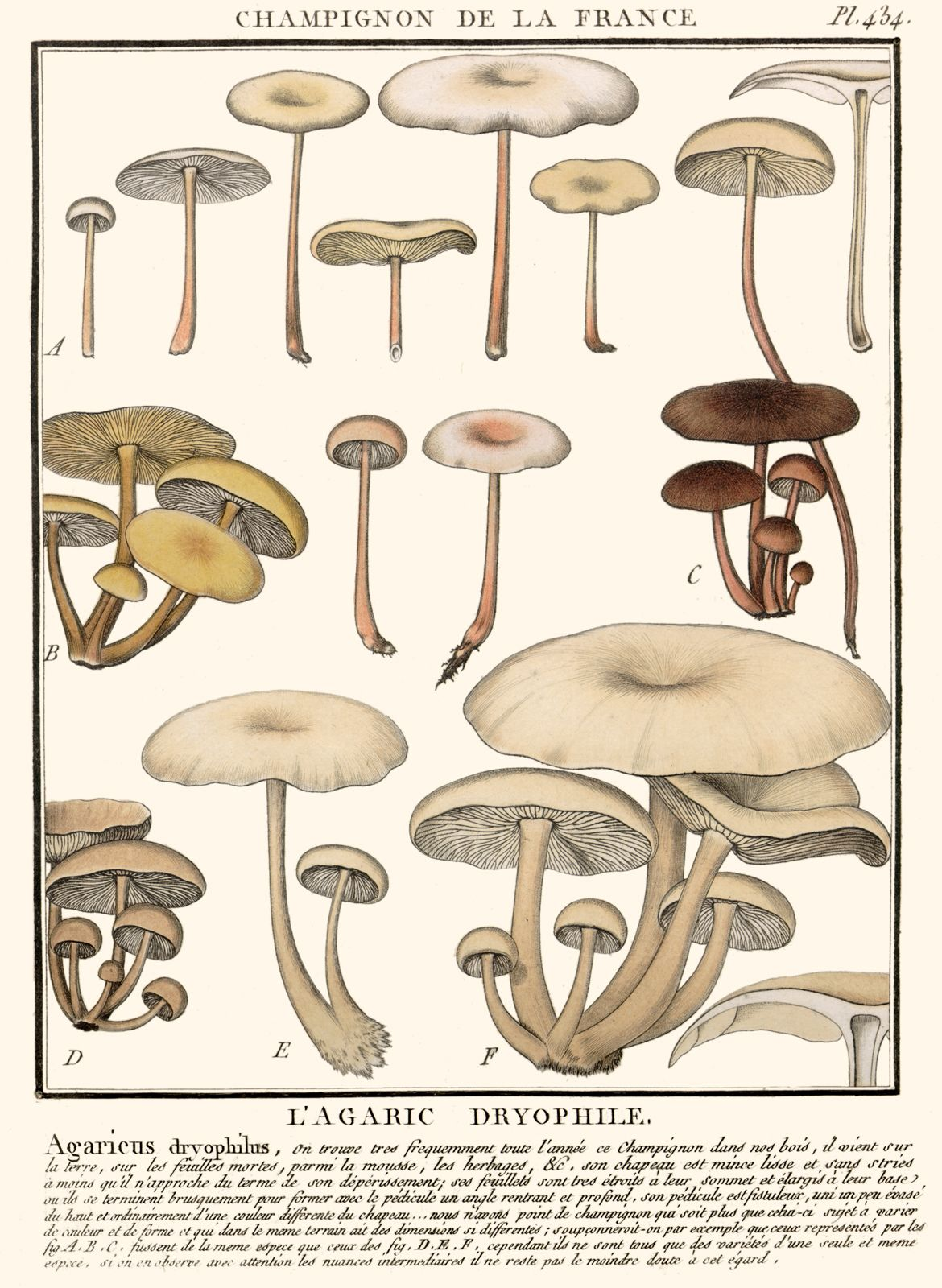
Gulskivig nagelskivling Agaricus dryophilus
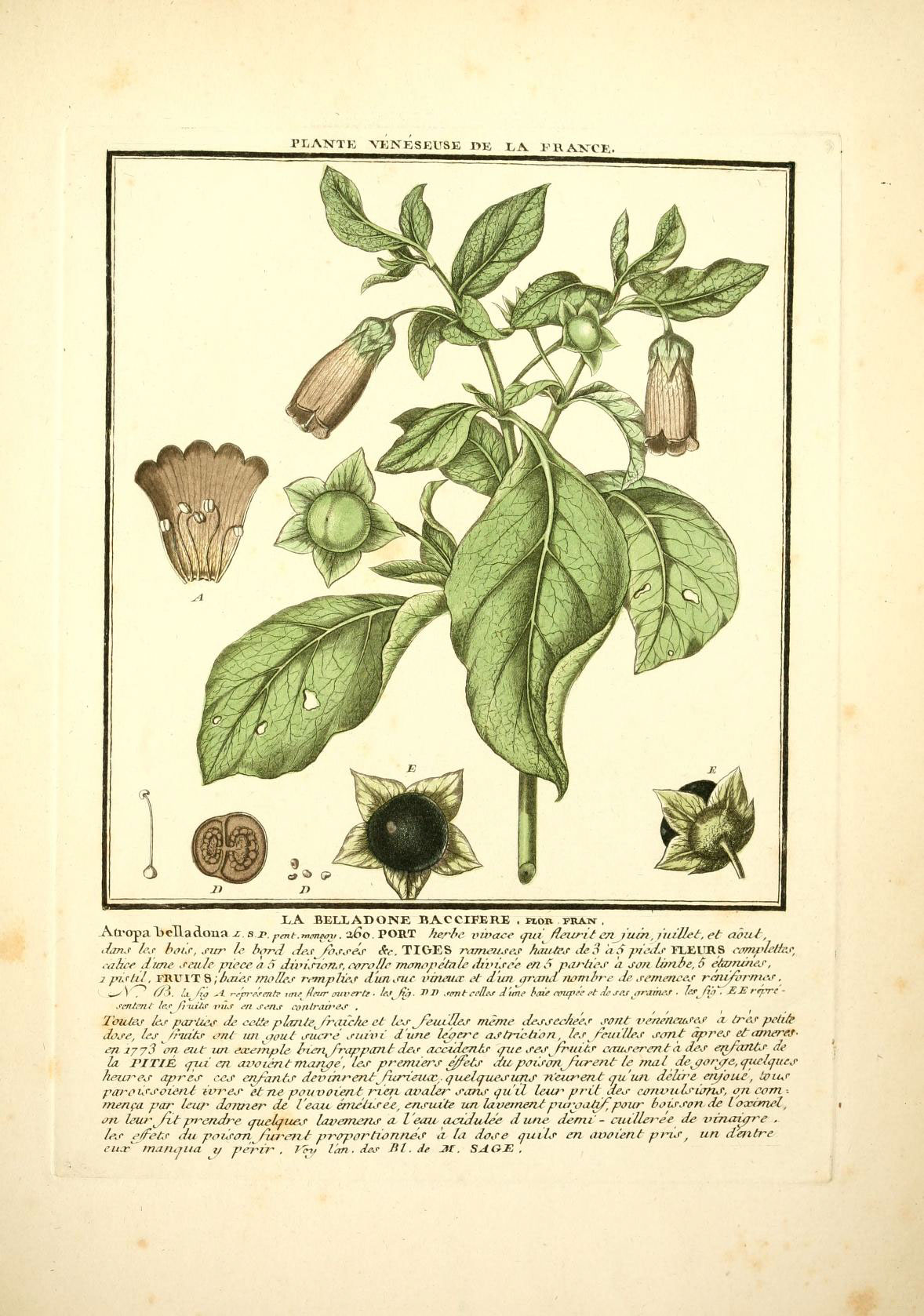
Belladonna Atropa belladonna
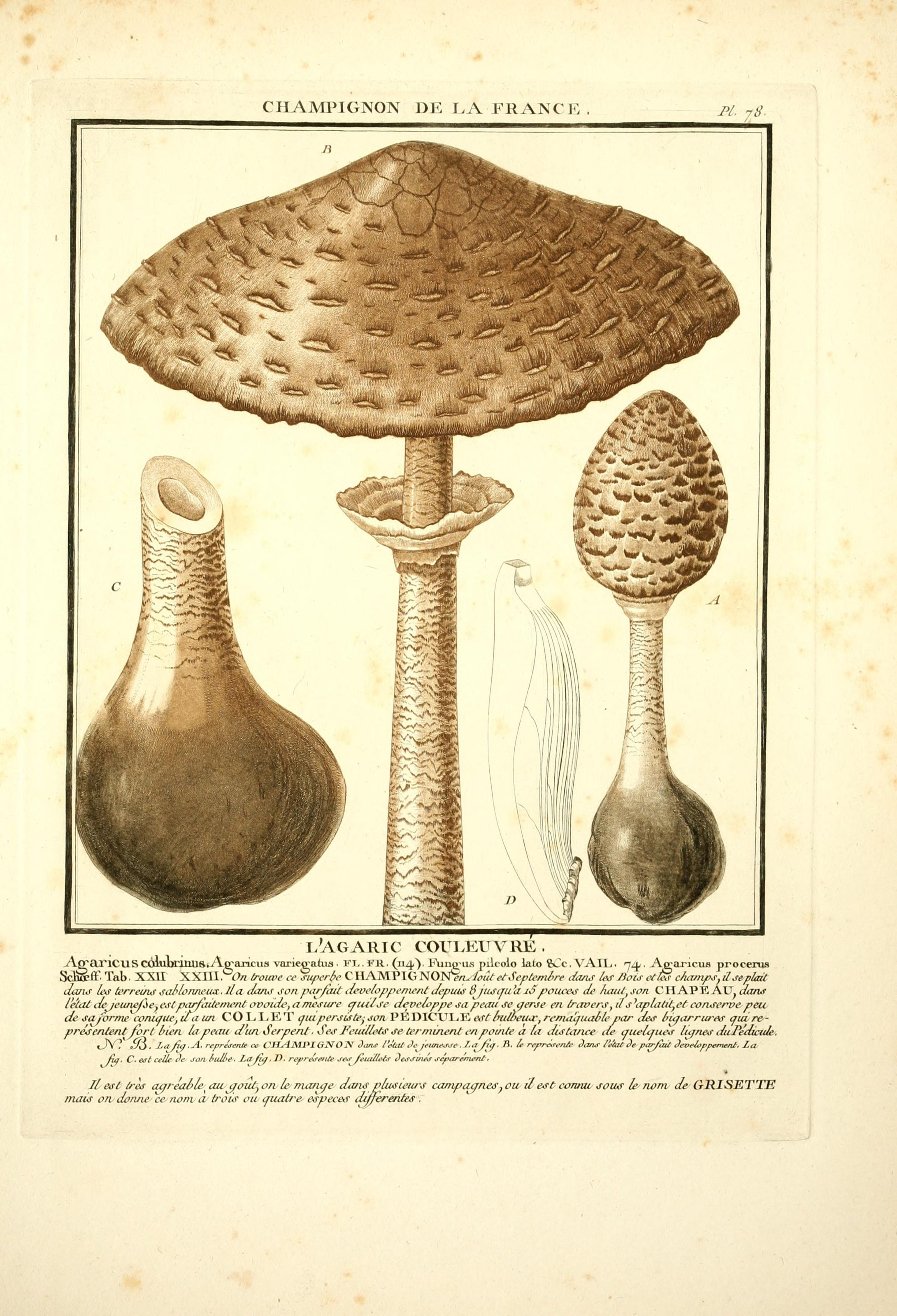
Spenslig fjällskivling Agaricus clypeolarius
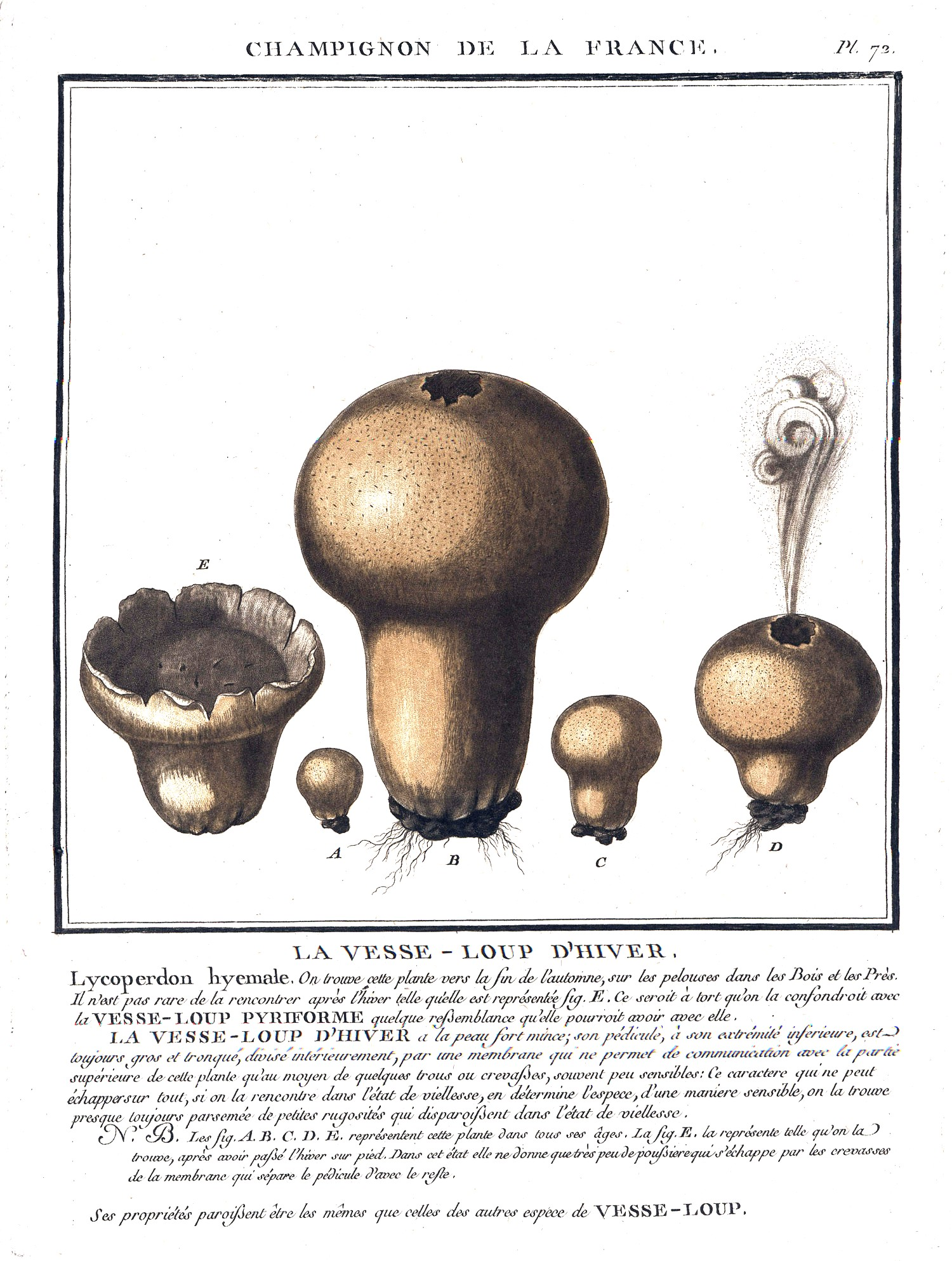
Vårtig röksvamp Lycoperdon perlatum